# Caudron C.65
Le Caudron C.65 est un hydravion biplan monoplace conçu et construit en France en 1922.
Un seul a été achevé.